# KLK an PTX – Die Rote Kapelle
KLK an PTX – Die Rote Kapelle ist ein 1970 entstandener Spielfilm der DEFA-Arbeitsgruppe „Berlin“. Der Film behandelt die als Rote Kapelle bekannte Widerstandsgruppe gegen den Nationalsozialismus um Harro Schulze-Boysen und Arvid Harnack. Regie führte Horst E. Brandt, das Drehbuch stammt von Wera und Claus Küchenmeister. Die Premiere fand am 25. März 1971 im Berliner Uraufführungskino Kosmos statt.

## Handlung
Nach der Machtübernahme Adolf Hitlers formiert sich in Berlin eine Widerstandsgruppe, deren Mitglieder aus sehr unterschiedlichen Klassen und sozialen Schichten stammen: Neben dem Juristen und Ökonomen Arvid Harnack gehören ihr der Offizier Harro Schulze-Boysen, der Schriftsteller Adam Kuckhoff, der Kommunist und Redakteur der KPD-Zeitung Die Rote Fahne, John Sieg, und der Arbeiter Kurt „Papa“ Schulze an. Gemeinsam sammeln sie Informationen und übermitteln sie nach Frankreich, Großbritannien und Belgien, an die USA und die UdSSR. Kurt Schulze bildet den jungen Dreher Hans Coppi als Funker der Gruppe aus.
Nach dem Überfall Deutschlands auf die Sowjetunion intensiviert sich die Arbeit der Widerstandsgruppe. Die Spionageabwehr und die Gestapo kommen der Gruppe auf die Spur. Ende August 1942 wird zunächst Schulze-Boysen verhaftet; in den nächsten Tagen und Wochen folgen viele weitere Verhaftungen.

## Hintergrund
KLK an PTX war die erste filmische Behandlung der Widerstandsaktivitäten der Roten Kapelle; ein Jahr später folgte in der Bundesrepublik die ARD-Serie Die rote Kapelle, die sich auf den Widerstand in Belgien und Frankreich konzentrierte. Für die filmische Auseinandersetzung der DEFA mit dem Widerstand im Dritten Reich, in der bis dato der kommunistische Widerstand im Vordergrund stand, war KLK an PTX ein Novum, da hier ein breites Bündnis von Widerstandskämpfern unterschiedlicher Ideologien nachgezeichnet wurde.

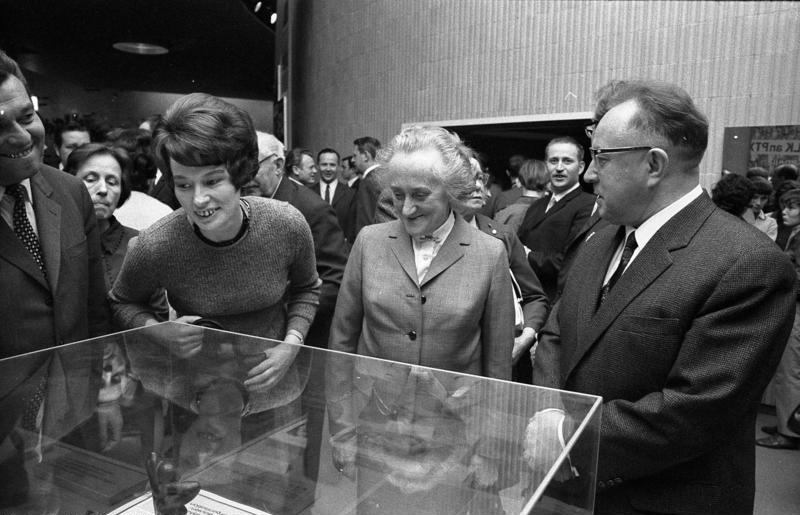
Bei der Premiere des Films waren auch Greta Kuckhoff, die im Film von Barbara Adolph verkörpert wird, sowie (rechts im Bild) Erich Mielke anwesend.

Die Vorarbeiten für den Film begannen Mitte 1966 mit mehreren Vorgesprächen zwischen den Drehbuchautoren Wera und Claus Küchenmeister und der Abteilung Agitation des Ministeriums für Staatssicherheit. Die Küchenmeisters hatten ursprünglich einen Dokumentarfilm geplant. Für ihr Filmprojekt wurde ihnen weitestgehende staatliche Unterstützung zugesichert; das MfS lieferte unter anderem umfangreiche dokumentarische Materialien (wie Verhör- und Exekutionsprotokolle) zur Roten Kapelle, die in der MfS-Hauptabteilung IX/11 (Aufklärung von Nazi- und Kriegsverbrechen) gesammelt worden waren. Erst im Laufe der Materialrecherche entwickelte sich die Idee, das Projekt als Spielfilm umzusetzen.
Den Autoren lag das Projekt auch aus persönlichen Gründen am Herzen: Der im Film von Harry Pietzsch verkörperte Journalist und Widerstandskämpfer Walter Küchenmeister, Vater des Drehbuchautors Claus Küchenmeister, war Mitglied der Roten Kapelle und wurde 1943 von den Nazis hingerichtet.
Der detailfreudige, dreistündige Spielfilm wurde auf 70 mm (im Filmformat DEFA-70) zum Teil an Originalschauplätzen gedreht, die Produktionskosten betrugen 6,6 Millionen Mark der DDR.

## Auszeichnungen
Der Film erhielt das Prädikat „Besonders wertvoll“.
Am 6. Juni 1971 erhielt das Filmkollektiv (Autoren Wera und Claus Küchenmeister, Regisseur Horst E. Brandt, Kameramann Günter Haubold, Dramaturgin Anne Pfeuffer und die Schauspieler Horst Drinda, Irma Münch, Klaus Piontek, Jutta Wachowiak, Horst Schulze, Barbara Adolph, Manfred Karge, Ursula Karusseit, Eberhard Esche, Harry Pietzsch und Günther Simon) den Kunstpreis des FDGB.
Bei der Verleihung der Nationalpreise der DDR am 4. Oktober 1971 erhielt das Schöpferkollektiv des Films (Regisseur Horst E. Brandt, Kameramann Günter Haubold und die Drehbuchautoren Wera und Claus Küchenmeister) den Nationalpreis I. Klasse. Das einzige andere in diesem Jahr mit dem Nationalpreis I. Klasse ausgezeichnete Filmkollektiv waren die Schöpfer des Films Goya um Regisseur Konrad Wolf.
Ebenfalls am 4. Oktober 1971 erhielten die Darsteller Horst Drinda, Irma Münch und Klaus Piontek den Kunstpreis der DDR.
Der Film wurde im Oktober 1971 auf der DDR-Filmwoche in Moskau, im November 1971 auf dem Festival des DEFA-Films in Kiew und im April 1972 auf den DDR-Filmtagen in Stockholm gezeigt.